# Nellie Melba
Nellie Melba, właśc. Helen Porter Mitchell (ur. 19 maja 1861 w Richmond k. Melbourne, zm. 23 lutego 1931 w Sydney) – australijska śpiewaczka (sopran liryczno-koloraturowy).

## Życiorys
Debiutowała 13 października 1887 w brukselskim Théâtre de la Monnaie w roli Gildy w Rigoletto Giuseppe Verdiego.
Dzięki osobistym cechom: urodzie, czarowi, niezwykłemu temperamentowi i agresywności osiągnęła bardzo wysoką pozycję artystyczną i towarzyską. Świat przyjmował ją jak władczynię, Camille Saint-Saëns napisał dla niej operę Helena, w której śpiewała główną rolę. Car Aleksander III zaprosił ją (wraz z braćmi Janem i Edwardem Reszke) do Rosji, gdzie została przyjęta entuzjastycznie. Przez przeszło 20 lat była jedną z czołowych artystek świata, śpiewała na wszystkich najważniejszych scenach. Głównym terenem jej triumfów była londyńska Covent Garden, a największą kreacją rola Mimi w Cyganerii Giacomo Pucciniego. Krytycy twierdzili, że była opętana zazdrością do rywalek, takich jak Luisa Tetrazzini, Emma Eames, Selma Kurz i Lillian Nordica.
Karierę zakończyła uroczystym koncertem w Covent Garden w 1926, oświadczając: „Żegnaj, moja wspaniała wielkości!”

## Deser melba
Deser melba (fr. pêches Melba) swoją nazwę zawdzięcza właśnie Nellie Melbie. Zadedykował go śpiewaczce francuski szef kuchni Auguste Escoffier. Na deser składają się świeże brzoskwinie (podgotowane, np. w syropie waniliowym) na warstwie lodów waniliowych, z musem truskawkowym lub malinowym. Jest to jedno z najbardziej charakterystycznych dań Escoffiera. Ze śpiewaczką wiążą się także inne potrawy, jak np. tosty melba (Melba toasts)